# Edmund Kerchever Chambers
Sir Edmund Kerchever Chambers KBE, CB (geboren am 16. März 1866 in West Ilsley; gestorben am 21. Januar 1954 in Beer) war ein englischer Literaturkritiker und Shakespearegelehrter. 

## Leben und Werk

### Leben
Chambers wurde in der Gemeinde West Ilsley, West Berkshire geboren. Sein Vater war ein Hilfspriester der anglikanischen Kirche und seine Mutter die Tochter eines viktorianischen Theologen. Er besuchte das Marlborough College studierte am Corpus Christi College in Oxford. Schon als Student gewann er Preise und schrieb eine ausgezeichnete Arbeit über literarische Fälschungen. Er arbeitete nach dem Studium in einer Schulbehörde und heiratete 1893 Eleanor Brown. Er starb 1954.

### Werk

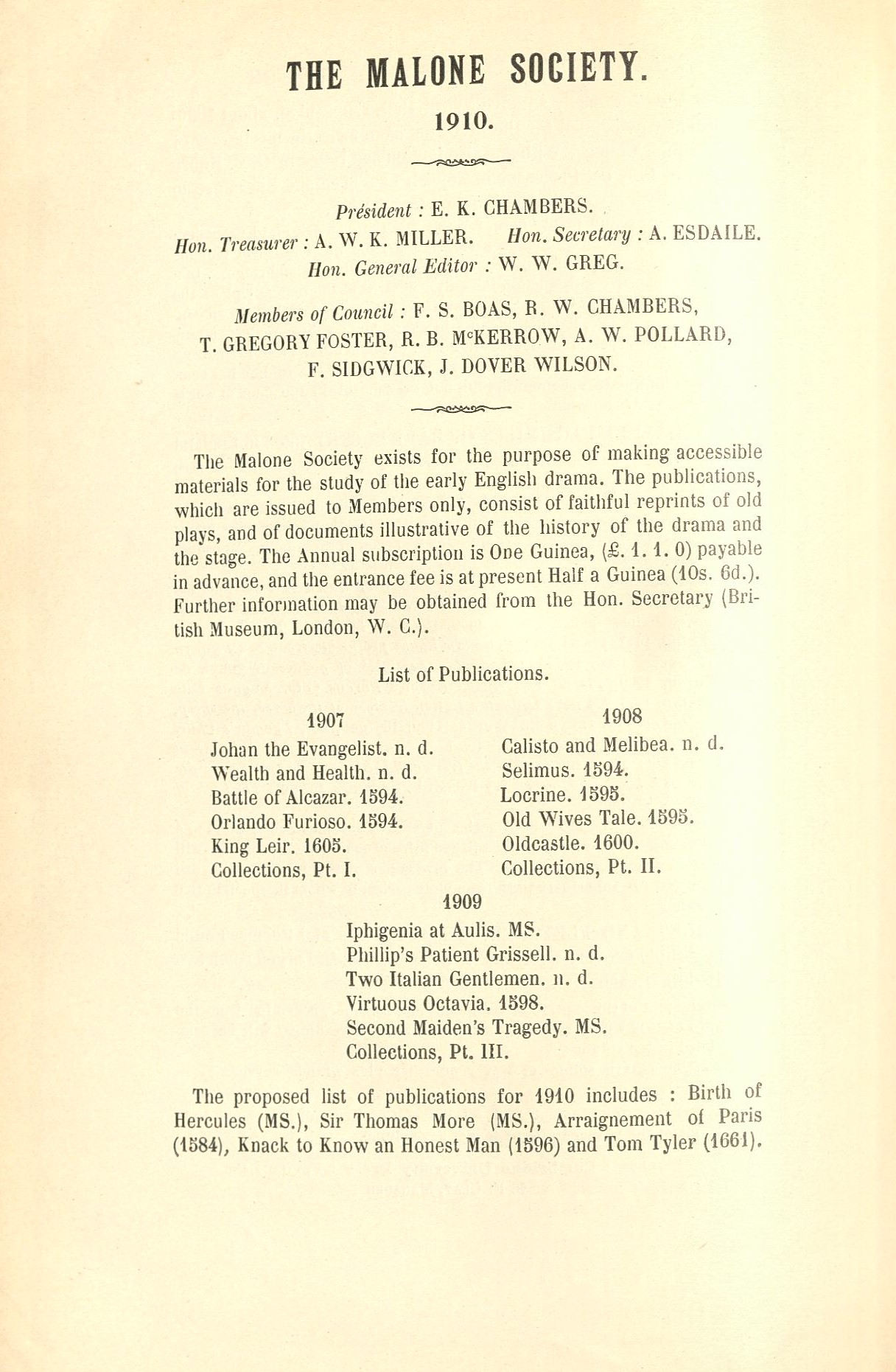
Chambers als Gründungsmitglied der Malone Society

Chambers arbeitete über Bildungsprojekte und Erwachsenenbildung in den überseeischen Kolonien. Bekannt wurde er aber für seine Tätigkeit außerhalb der Schulbehörde, aus der 1926 ausschied. Er war in der Zeit von 1906 bis 1939 der erste Präsident der Malone Society und beschäftigte sich mit der Herausgabe von Lyrik und publizierte über King Arthur. Sein bekanntestes Werk war eine großangelegte Untersuchung zur Geschichte und den Bedingungen des englischen Theaters im Mittelalter und der Renaissance. Er arbeitete daran fast drei Jahrzehnte. 1903 begann er mit der Arbeit an The Medieval Stage, indem er eine systematische Untersuchung zum Mittelalterlichen Theater vorlegte, aber sich auch mit solchen Themen wie Ménestrel und dem Mysterienspiel beschäftigte. 
Das 1923 erschienene vierbändige Werk The Elizabethan Stage behandelte ausführlich das elisabethanische Theater und galt lang als Standardwerk. Generationen von Theaterhistorikern übernahmen von Chambers die Grundansicht, dass der königliche Haushalt eine hierarchische, bürokratische Organisation war, dass der Lord Chamberlain traditionell die Aufsicht über die Revels Office hatte und dass der Master of the Revels sein Stellvertreter war. W. R. Streitberger hat belegt, dass diese und andere angebliche Gemeinplätze aus Chambers Werk nicht belastbar sind; trotzdem sind sie zu Eckpfeilern der zeitgenössischen Theaterwissenschaft geworden.
Im Jahre 1930 erschien sein zweibändiges Werk über das Leben und Werk von Shakespeare. Im Ruhestand beschäftigte sich Chambers mit Samuel Taylor Coleridge und Matthew Arnold und widmete sich dem Studium der mittelalterlichen Geschichte.

### Ehrungen
Chambers wurde 1912 zum Companion des Order of the Bath ernannt und 1925 Knight Commander des Order of the British Empire. 1924 wurde er Fellow der British Academy. Für seine Biographie Samuel Taylor Coleridge erhielt er 1938 den James Tait Black Memorial Prize.

## Ausgewählte Werke
- The History and Motives of Literary Forgeries (1891)
- Poems of John Donne (1896, editor)
- The Tragedy of Coriolanus (1898, editor)
- The Mediaeval Stage (2 volumes, 1903)
- Early English Lyrics (1907, editor)
- Carmina Argentea (1918, poems)
- The Elizabethan Stage (4 volumes, 1923)
- Shakespeare: A Survey (1925)
- Arthur of Britain (1927)
- William Shakespeare: A Study of Facts and Problems (2 volumes; 1930)
- The Oxford Book of Sixteenth Century Verse (1932, editor)
- The English Folk-play (1933)
- Sir Henry Lee (1936)
- Eynsham Under the Monks (1936)
- Sir Thomas Wyatt and Some Collected Studies (1937)
- S. T. Coleridge (1938)
- Shakespearean Gleanings (1941)
- English Literature at the Close of the Middle Ages (1945)
- Matthew Arnold (1947).

## Sekundärliteratur
- Wilson, John Dover. Obituary of Sir Edmund Kerchever Chambers 1866–1954. Proceedings of the British Academy 42 (1956).